# Octobre polonais de 1956

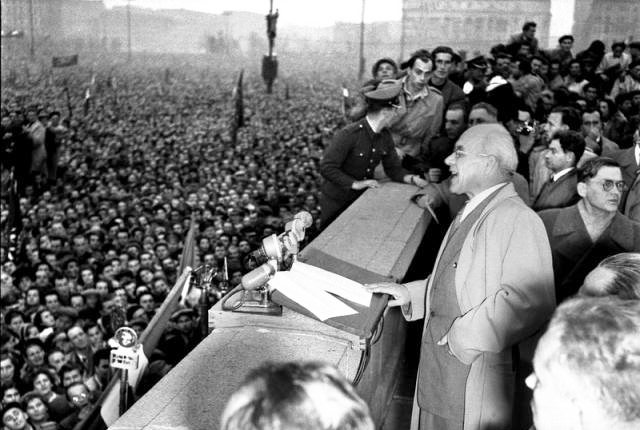
Władysław Gomułka s'adresse à milliers de personnes à Varsovie le 24 octobre 1956. Il est alors au sommet de sa popularité. Il appelle à la fin des manifestations et au retour au travail. « Uni avec la classe ouvrière et la nation », il conclut « le Parti mènera la Pologne vers une nouvelle voie du socialisme ». La popularité de Gomułka est à ce moment-là probablement équivalente à celles de Józef Piłsudski dans les années 1920 ou de Lech Wałęsa en 1980, mais la désillusion va bientôt suivre.

L'Octobre polonais est le nom donné à la courte période de dégel qui suivit la nomination de Gomulka à la tête de la république populaire de Pologne en octobre 1956. 

## Contexte
La mort de Staline en mars 1953 se traduit en URSS par le dégel de Khrouchtchev et dans plusieurs pays du bloc de l'Est, notamment en Hongrie et en RDA, par une certaine libéralisation de la situation politique. En Pologne inversement, la répression atteint son point culminant, la phase de dégel ne se manifestant que plus tardivement.

## Déroulement
La révolte ouvrière éclata en juin 1956 dans la ville de Poznań. Elle est brutalement réprimée par le régime communiste. 
Néanmoins, ces événements aboutissent à des conflits au sein du parti au pouvoir, le Parti ouvrier unifié polonais (POUP), et une nouvelle équipe dirigée par Władysław Gomułka arrive au pouvoir. Le comité central, sans consulter les Soviétiques, nomme Gomułka au poste de premier secrétaire le 21 octobre et le 24, ce dernier fait un discours à Varsovie devant une foule immense où il fait la critique du stalinisme et promet des réformes démocratiques. Des prisonniers accusés de « déviation droitiste et nationaliste » sont libérés et un certain nombre de fonctionnaires du ministère de la Sécurité publique sont arrêtés. La déstalinisation touche d’abord les élites, puis l'ensemble de la société.
En décembre 1953, le vice-directeur du dixième département, chargé du contrôle des cadres du Parti du ministère de la Sécurité publique, fuit pour Berlin-Ouest. Il témoigne sur les méthodes de l'appareil de sécurité en Pologne. Cet évènement bousculera le parti dans ses fondations et ouvrira la porte aux nouvelles tendances d'organisations dans le Parti.  
Le rapport Khrouchtchev destiné initialement à quelques membres du Parti haut placés est imprimé clandestinement en 20 000 exemplaires obtenant ainsi une audience beaucoup plus large notamment dans l'intelligentsia, parmi les jeunes et les ouvriers des grandes entreprises. 
À la suite de ces transformations, le commandant soviétique des forces armées polonaises, le maréchal Constantin Rokossovski et des officiers soviétiques, conseillers de l'armée, quittèrent le pays. La menace d'une intervention militaire soviétique fut réelle mais finalement évitée (le corps de la sécurité intérieure – indépendant du pacte de Varsovie - fut mis en alerte pour contrer l’Armée rouge qui faisait alors des « exercices » sur la frontière polonaise). 
La révolution hongroise de 1956 a été d’ailleurs lancée lors d’une manifestation en soutien aux Polonais à Budapest.

## Conséquences
Ces transformations politiques ont ouvert une courte période de dégel en Pologne assez rapidement reprise en main par les communistes avec des méthodes plus traditionnelles.
Cependant, le cardinal-primat, Mgr. Wyszyński est libéré et celui-ci obtient la restauration complète de la liberté du culte et la possibilité de catéchiser les enfants ; de nombreux intellectuels emprisonnés sont libérés, la décollectivisation des terres est engagée ; en échange, l'Église catholique demande aux fidèles de voter pour les candidats uniques présentés par le POUP (PC Polonais) pour les élections parlementaires qui suivent, ce qui provoque une crise entre le cardinal Wyszyński et Pie XII. Cette série de réformes présente la première brèche idéologique que l'Union soviétique est obligée de reconnaître dans son empire et sur laquelle elle ne pourra jamais revenir. Ces espaces de liberté, uniques dans un environnement totalitaire, permettront la constitution d'une communauté intellectuelle, aux côtés de l'Église catholique, qui sera à la pointe du combat anti-communiste dans les années 1980.